# Hospital Clínic (metropolitana di Barcellona)
Hospital Clínic è una stazione della linea 5 della metropolitana di Barcellona situata nel distretto dell'Eixample sotto al Carrer Rosellò e vicino al Hospital Clínic da cui prende il nome.
La stazione fu inaugurata nel 1969 come parte dell'allora Linea V con il nome di Hospital Clínico. Nel 1982 con il riordino delle linee divenne una stazione della L5 e per il nome si adottò l'attuale forma catalana di Hospital Clínic.